# Udbina
Udbina je općina u Hrvatskoj. Nalazi se u Lici i administrativno pripada Ličko-senjskoj županiji.

## Zemljopis
Općina Udbina obuhvaća prostor Krbavskog polja u Lici. Smještena je na prometnom pravcu Zagreb – Split, na gotovo podjednakoj udaljenosti od oba grada.

## Stanovništvo
Na popisima do 2001. godine nacionalni sastav općine Udbina koja je na popisima bila prikazivana u sastavu općine Korenica. Od 2001. do 2011. godine dolazi do promjene sastava stanovništva, u kojem Hrvati postaju nešto značajnija većina, no vidljiv je i prirast stanovnika koji se više nego udvostručio u jednom desetljeću.
| godina popisa | ukupno | Srbi          | Hrvati        | Jugoslaveni | ostali      |
| ------------- | ------ | ------------- | ------------- | ----------- | ----------- |
| 2021.         | 1334   | 569 (42,65 %) | 695 (52,10 %) |             | 70 (5,25 %) |
| 2011.         | 1874   | 958 (51,12 %) | 844 (45,04 %) |             | 72 (3,84 %) |
| 2001.         | 735    | 327 (44,50 %) | 375 (51,00 %) |             | 33 (4,49 %) |

| broj stanovnika | 17016 | 18310 | 15766 | 19101 | 20755 | 18706 | 18871 | 16971 | 9629  | 9644  | 9070  | 7108  | 5318  | 4628  | 1649  | 1874  | 1334  |
|                 | 1857. | 1869. | 1880. | 1890. | 1900. | 1910. | 1921. | 1931. | 1948. | 1953. | 1961. | 1971. | 1981. | 1991. | 2001. | 2011. | 2021. |

| broj stanovnika | 1216  | 1341  | 1166  | 1367  | 1616  | 1475  | 1177  | 1186  | 152   | 274   | 518   | 675   | 853   | 1162  | 735   | 960   | 738   |
|                 | 1857. | 1869. | 1880. | 1890. | 1900. | 1910. | 1921. | 1931. | 1948. | 1953. | 1961. | 1971. | 1981. | 1991. | 2001. | 2011. | 2021. |

## Uprava
Općini pripada 26 naselja koja se nalaze uglavnom na rubovima Krbavskog polja. Osim same Udbine, ostala sela su izložena jakoj depopulaciji i nalaze se na rubu izumiranja. Samo dva sela (Bunić i Podlapača) imaju više od 100 stanovnika.

## Povijest
Udbina je u srednjem vijeku bila utvrđeno središte (castrum) Krbavske županije. U starije vrijeme nazivana je civitas Corbaviae, Krbavski grad, u kojem je stolovao i krbavski biskup (od 1185. – 1460., kada se zbog turske opasnosti preselio u Modruš). Biskupski je dvor dao podignuti biskup Bonifacije (14. st.). Pod imenom Udbina prvi se put spominje 1493. Podno Udbine bilo je poprište Krbavske bitke 1493.
Srednjovjekovni utvrđeni grad, od kojega su očuvani tek ostatci, držali su 1509. krbavski knez Ivan Karlović, a 1527. – 1689. Turci. Kraj ruševina crkve sv. Marka Groba (svetište s trostranim završetkom) otkriveni su antički nadgrobni spomenici. Ostatci stolne crkve otkriveni su (1829.) na brdu Kalvariji. U okolici, kraj Mutilića, stoje ruševine stare crkvice sv. Augustina (četverokutno svetište, zvonik na preslicu).
Popis stanovništva Like i Krbave iz 1712. godine bilježi da u Udbini živi 44 hrvatske, 6 bunjevačkih i 20 vlaških obitelji.
Sve do 1942. većina stanovništva na Udbini bili su Hrvati, starosjedioci ličko-čakavske provenijencije. 
30-tih godina u Udbini podignut je spomenik srpskom kralju Aleksandru Karađorđeviću, koji je odstranjen tek nakon uspostave Nezavisne Države Hrvatske. Osvetivši se nad antisrpskim pokoljima u tom kraju, 1942. godine partizani i srpski vojnici su spalili crkvu sv. Nikole biskupa 1942. godine i u Podudbini crkvu sv. Marka Groba (poslije rata, nove vlasti sagradile su hotel na mjestu crkve). Studenoga 1941. se iz Udbine povukao prijeratni župnik Mato Moguš, hrvatski domoljub, ubijen poslije rata uz optužbe koje su bile izvrtanje činjenica. Većina Hrvata se u noći pred sv. Luciju 1942. povukla iz opkoljene Udbine, tako da je Hrvata u Udbini od prijeratne dvije tisuće 1945. gotovo sve nestalo.
Hrvati bježali su preko planine Trovrva sve do spasonosnoga Lovinca.
Prognani udbinski Hrvati su obitelji Sertići, Mesići, Rajkovići, Šuteji, Krznarići, Milobare, Rubčići, Mikulčići, Marušići, Novačići, Dogani, Stošići, Trtanji, Blažanini, Sabljaci, Žaje, Kalanji, Vojnići, Crnkovići, Dubravci, Krmpotići, Piščevići, Butkovići, Pintari, Bakarići, Cvitkovići, Gašparovići, Tutekovići, Papeži, Kovačići, Juretići, Samci, Bakrači itd. Iste su starosjedilačke čakavske loze kao i Podlapčani.
Čini se da je na «udbinskom brdu» bio je franjevački samostan Sv. Ivana. Na tom je mjestu za vrijeme Jugoslavije podignut partizanski spomenik. Kada se iskapalo za postavljanje partizanskog spomenika, viđeni su ondje ostatci srednjovjekovnih građevina i dosta ljudskih kostiju.
Od 1945 do 1990, Udbina nije imala ni župnika, ni crkvu, ni župni stan. Za cijelo vrijeme komunističke Jugoslavije župna crkva u Udbini nije obnovljena. Sve do Oluje, kada su u nju došli prognani Hrvati iz Bosne. Tijekom velikosrpske pobune i agresije na Hrvatsku, preostali Hrvati s Krbave bili su prisiljeni otići. Jedino preostalo hrvatsko naselje na Krbavi Podlapaču spasio je češki bataljun UNPROFOR-a od rulje nasilnika. Podlapača također ima za stanovnike starosjedilačke Hrvate čakavske loze.
Na popisu 2001. na Udbini je bilo 51% Hrvata. Današnji udbinski Hrvati su velikim dijelom Hrvati stigli iz Bosne, koji tu žive uz Srbe povratnike.
U Udbini je vojarna Hrvatske vojske Josip Jović. Drugog tjedna veljače 2019. objavljena je odluka MORH-a i GS HV da će u njoj biti novo obučno središte za obuku dočasnika i časnika Hrvatske vojske. Zvat će se Središte za razvoj vođa Marko Babić. Bit će ustrojeno po modelu Obučnog središta gardijskog desantnog pješaštva Damir Tomljanović Gavran koje je djelovalo u Šepurinama od 1994. do 2000. godine. Početak rada Središta obilježit će se održavanjem prvog zajedničkog postroja polaznika i podizanjem stijega na svečanoj ceremoniji jeseni 2019. u Kninu.

## Gospodarstvo
Zadnjih godina osjetan je oporavak gospodarstva osobito valorizacijom gospodarski najvrjednijeg Krbavskog polja. Bilježi se turistički uspon zbog privlačnog gorja Ličke Plješivice i poznatih vrhova Ozeblin i Kremen. Velike nade polažu se u turizam nakon izgradnje velebnog kompleksa Crkve hrvatskih mučenika te valorizacija spomeničke baštine iz starohrvatskih vremena.

## Poznate osobe
- Tomislav Sertić, rođen 21. prosinca 1902. u Udbini. General i nositelj naslova "vitez" iskazao se prvenstveno kao jedan od najvećih profesionalaca u vojnoj vještini i strategiji, nije dopuštao zločin i odupirao se lošoj politici Pavelićevog režima. (Tomislav vitez Sertić).
- Mato Moguš, Posljednji župnik župe sv. Nikole na Udbini u II. svjetskom ratu bio je Mate Moguš. Njegovo ime zapisano je u Hrvatskom martirologiju jer je 1946. pogubljen na sred Udbine. Don Drago Babić, župnik iz Jablanca, u svojemu pismu (1992.) napisao je da su župnika Moguša objesili u Udbini, na brijegu pred crkvom, te da je osam dana visio obješen. Može se reći da je župnik Mate Moguš potpuno nevin osuđen i smaknut.
- Ivica Rajković, filmski snimatelj, surađivao s Krešom Golikom

## Spomenici i znamenitosti
- Ostatci katedrale nekadašnje Krbavske biskupije
- Ostatci crkve sv. Marka Groba, franjevačkog samostana sv. Ivana i starohrvatske romaničke crkve – Podudbina
- Kapelica sv. Marka – Podudbina
- Starorimski arheološki lokalitet
- Ruševine kaštela Krbave
- Ruševine tvrđave Udbina
- Ostatci crkve sv. Nikole biskupa, danas uklopljeni u crkvu Hrvatskih mučenika
- Crkva hrvatskih mučenika na Udbini
- Laudonov gaj (zaštićena šuma)
- Ostatci crkve Preobraženja Gospodnjeg u Mutiliću. Srušena u II. svjetskom ratu i u Domovinskom ratu
- Ostatci franjevačkog samostana na Brdu u Udbini.[13]

## Obrazovanje
U općini Udbina o predškolskom odgoju djece brine se dječji vrtić "Medo" koji pohađa 10-ak djece predškolske dobi.
Osnovnu školu kralja Tomislava pohađa trenutno 120-ak učenika, a osim matične škole na Udbini, radi i područna škola u naselju Podlapača udaljena oko 20 km od Udbine. U školi radi dvadesetak učitelja. Škola se redovito natječe na natjecanjima u znanju te osvaja visoke plasmane.
Prva škola na Udbini je organizirana odmah po oslobođenju ovih krajeva od Turaka, kada je pop Marko Mesić osnovao prvu školu.

## Kultura
U mjesecu rujnu, 9. rujna (Dan hrvatskih Mučenika) svake godine pod Udbinom okuplja se hrvatski narod u spomen "Krbavskim vitezovima" koji su stradali u "Krbavskom boju" podno Udbine.
U sklopu crkve hrvatskih mučenika je muzej.

## Šport
NK Krbava je nogometni klub koji s prekidima djeluje na području Udbine.

## Vanjske poveznice
- http://hr-mucenici.hbk.hr/bastina.shtml  Arhivirana inačica izvorne stranice od 16. travnja 2006. (Wayback Machine)
- [neaktivna poveznica]